# Повний Місяць (фільм)
«Повний Місяць» — радянський художній фільм 1989 року, знятий режисером Нааною Чанковою на кіностудії «Казахфільм».

## Сюжет
Дівчина Ая приїжджає в санаторій і повільно занурюється в сплетіння складних людських взаємин, вбираючи у собі болі та страждання хворих та роз'єднаних людей. Від егоїстичного світосприйняття вона приходить до свідомості потреби милосердя. Головна тема фільму — це увага до хворої людини, поставленої в особливі умови відчуження від світу здорових людей. Задум фільму метафоричний і внутрішньо перегукується із сучасним станом суспільства, позбавленого однозначних цінностей.

## У ролях
- Ольга Єнзак — Мистан Кемпір
- Іштар Ясін — Аталія-Ая
- Віктор Хаптаханов — Бек
- Михайло Чернін — Алі
- Гульнара Рахімбаєва — Сауле
- Гуля Курманбаєва — онука
- Матлюба Алімова — Мадіна
- Георгій Кобахідзе — Бондо
- Ія Горюнова — Віра
- Фаріда Шаріпова — мати Алі
- Жанас Іскаков — Мухан
- Людмила Лобза — тітка Люся
- Шайза Ахметова — Шайзада
- Куаниш Сарсенбеков — Піяз
- Гульзія Бельбаєва — Дамесі
- Людмила Стоянова — Вона
- Олександр Осіпов — Він
- Турахан Садикова — жінка в капелюсі
- Єсболган Отеулінов — товстун

## Знімальна група
- Режисер — Наана Чанкова
- Сценарист — Лейла Ахінжанова
- Оператор — Тетяна Логінова
- Композитор — Едуард Богушевський
- Художник — Юрій Вайншток